# Slag bij Uedahara
De Slag bij Uedahara (Japans: 上田原の戦い, Uedahara no tatakai) was een slag tijdens de Japanse Sengoku-periode. De slag vond plaats in 1548 en was de eerste nederlaag van Takeda Shingen. Het was verder de eerste veldslag in Japan waarbij vuurwapens werden gebruikt.
Takeda Shingen verenigde zich met troepen die Kasteel Shika hadden veroverd en leidde een leger van 7000 man naar het noorden om de dreiging van Murakami Yoshikiyo het hoofd te bieden. De voorhoede van Shingen stond onder leiding van Itagaki Nobukata. Toen Itagaki frontaal de aanval inzette tegen de voorhoede van Murakami, werd de aanval opgevangen en Itagaki zelf gedood.
Murakami maakte gebruik van 50 man infanterie gewapend met Chinese haakbussen, die bedoeld waren als steun voor de boogschutters. In totaal werden 700 man van Takeda gedood, waaronder Itagaki, en twee andere generaals, Amari Torayasu en Hajikano Den'emon. Shingen zelf werd verwond door een speer in zijn zij.